# Holley (Oregon)
Holley az Amerikai Egyesült Államok északnyugati részén, Oregon állam Linn megyéjében, az Oregon Route 228 mentén, a Calapooia folyótól nem messze, Sweet Home-tól 6 km-re délnyugatra elhelyezkedő statisztikai település. A 2010. évi népszámláláskor 378 lakosa volt. Területe 7,3 km², melynek 100%-a szárazföld.
A környéken egykor fellelhető volt a holley-i kék achát.

## Népesség

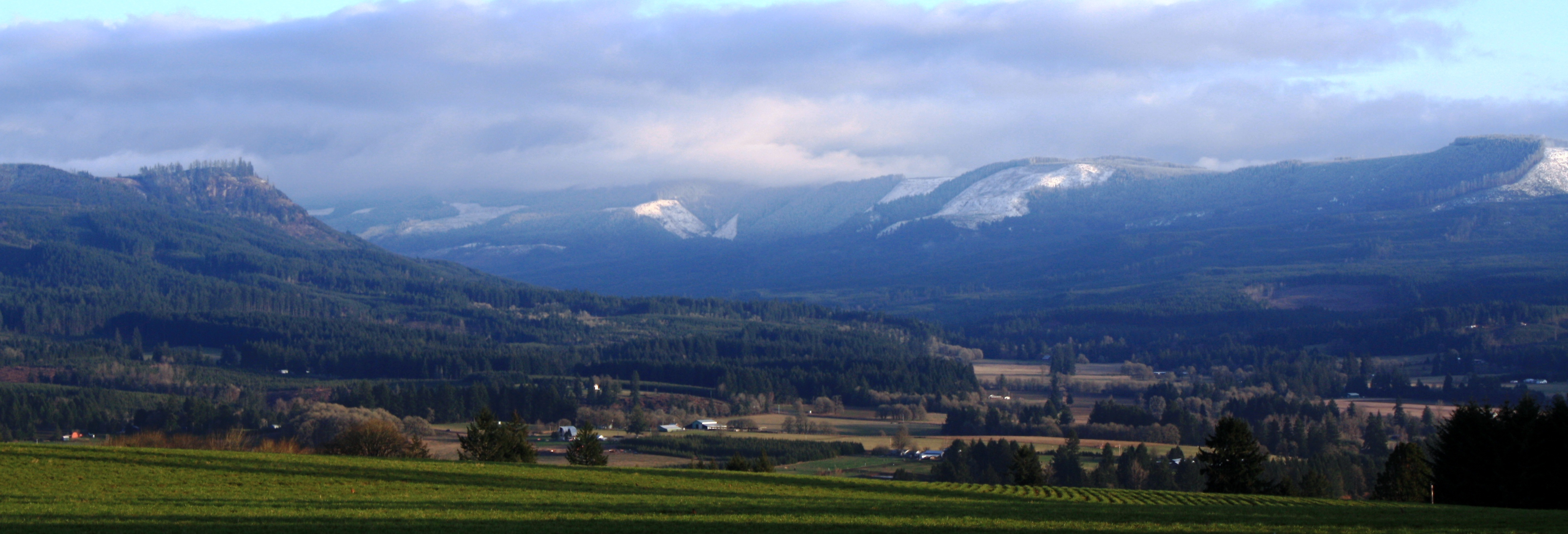
A Calapooia-folyami-völgy

A 2010-es népszámláláskor  378 lakója, 140 háztartása és 103 családja volt. A népsűrűség 51,8 fő/km2. A lakóegységek száma 152, sűrűségük 20,8 db/km2. A lakosok 94,4%-a fehér, 0,3%-a afroamerikai, 0,5%-a indián,   1,1%-a egyéb, 3,7%-a pedig kettő vagy több etnikumú. A spanyol vagy latino származásúak aránya 3,2% (3,2% mexikói,   )
A háztartások 25%-ában élt 18 évnél fiatalabb. 62,9% házas, 5,7% egyedülálló nő, 5% egyedülálló férfi, 26,4% pedig nem család. 22,9% egyedül élt; 12,1%-uk 65 éves vagy idősebb. Egy háztartásban átlagosan 2,7 személy élt; a családok átlagmérete 3,15 fő.
A medián életkor 42,3 év volt. Lakóinak 23,4%-a 18 évesnél fiatalabb, 4,5% 18 és 24 év közötti, 20,4%-uk 25 és 44 év közötti, 31%-uk 45 és 64 év közötti, 16,7%-uk pedig 65 éves vagy idősebb. A lakosok 50%-a férfi, 50%-a pedig nő.

## Fordítás
Ez a szócikk részben vagy egészben  a   Holley, Oregon című angol Wikipédia-szócikk ezen változatának fordításán alapul.  Az eredeti cikk szerkesztőit annak laptörténete sorolja fel. Ez a jelzés csupán a megfogalmazás eredetét és a szerzői jogokat jelzi, nem szolgál a cikkben szereplő információk forrásmegjelöléseként.